# خرمن‌لی (گول‌باشی)
خرمن‌لی (به ترکی استانبولی: Harmanlı) یک منطقهٔ مسکونی در ترکیه است که در گول‌باشی واقع شده‌است.